# Coppa del Re 1990 (hockey su pista)
La Coppa del Re 1990 è stata la 47ª edizione della principale coppa nazionale spagnola di hockey su pista. La fase finale della competizione ha avuto luogo dal 1º novembre 1989 e si è conclusa con la finale in campo neutro a Alcobendas il 4 marzo 1990. 
Il trofeo è stato conquistato dal Dominicos per la prima volta nella sua storia superando in finale il Reus Deportiu.

## Risultati

### Ottavi di finale
| Squadra 1  | Totale  | Squadra 2       | Andata | Ritorno |
| ---------- | ------- | --------------- | ------ | ------- |
| Barcellona | 5 - 6   | Reus Deportiu   | 3 - 4  | 2 - 2   |
| Horta      | 4 - 7   | Oviedo          | 4 - 2  | 0 - 5   |
| Igualada   | 13 - 8  | Blanes          | 9 - 3  | 4 - 5   |
| Noia       | 12 - 11 | Liceo La Coruña | 6 - 4  | 6 - 7   |
| Piera      | 7 - 4   | Maçanet         | 3 - 0  | 4 - 4   |
| Sentmenat  | 8 - 6   | Vilanova        | 3 - 0  | 5 - 6   |
| Tordera    | 4 - 5   | Dominicos       | 2 - 2  | 2 - 3   |
| Voltregà   | 5 - 6   | Mollet          | 4 - 4  | 1 - 2   |

### Quarti di finale
| Squadra 1 | Totale | Squadra 2     | Andata | Ritorno |
| --------- | ------ | ------------- | ------ | ------- |
| Dominicos | 9 - 8  | Piera         | 7 - 4  | 2 - 4   |
| Igualada  | 10 - 2 | Oviedo        | 5 - 0  | 5 - 2   |
| Mollet    | 6 - 13 | Reus Deportiu | 4 - 3  | 2 - 10  |
| Sentmenat | 3 - 13 | Noia          | 1 - 6  | 2 - 7   |

### Semifinali
| Squadra 1 | Totale | Squadra 2     | Andata | Ritorno |
| --------- | ------ | ------------- | ------ | ------- |
| Dominicos | 9 - 8  | Igualada      | 7 - 3  | 2 - 5   |
| Noia      | 6 - 13 | Reus Deportiu | 5 - 10 | 1 - 3   |

### Finale
| Alcobendas 4 marzo 1990 | Dominicos | 2 – 1 | Reus Deportiu |  |